# Ndalantando
Ndalantando, parfois écrit N'Dalatando (anciennement Vila Salazar), est la capitale de la province de Cuanza Nord en Angola. C'est aussi la ville de la Rosa de porcelana, une des fleurs les plus rares du monde.

## Transport
La route Transafricaine 3 Tripoli (Libye)-Le Cap (Afrique du Sud) passe par Ndalantando.

## Religion
N'Dalantando est le siège d'un évêché catholique romain créé le 26 mars 1990. Le diocèse reconnaît sanctuaire diocésain le sanctuaire Marie-Auxiliatrice de Quipata, un lieu de pèlerinage local.